# Euplexia calliphaea
Euplexia calliphaea är en fjärilsart som beskrevs av Turner 1925. Euplexia calliphaea ingår i släktet Euplexia och familjen nattflyn. Inga underarter finns listade i Catalogue of Life.